# Bahnhof Stuttgart Neuwirtshaus (Porscheplatz)
Der Bahnhof Neuwirtshaus (Porscheplatz) (auch Neuwirtshaus-Porscheplatz) ist eine Station in Stuttgart-Zuffenhausen im Netz der Stuttgarter S-Bahn. Gemäß der Eisenbahn-Bau- und Betriebsordnung handelt es sich jedoch nicht um einen Bahnhof, sondern um einen Haltepunkt.

## Geschichte
Zwischen 1933 und 1937 entstand im Norden Zuffenhausens die Siedlung Neuwirtshaus. Für die rund 1.500 Einwohner errichtete die Deutsche Reichsbahn an der Württembergischen  Schwarzwaldbahn einen Haltepunkt – südöstlich der Bebauung, an der damaligen Reichsstraße 10. Die Eröffnung fand am 22. Mai 1937 statt. Das heute nicht mehr existierende hölzerne Empfangsgebäude bestand aus einem Dienstraum und einem Warteraum. Von 1932 bis 1939 baute die Reichsbahn die Schwarzwaldbahn zwischen Zuffenhausen und Renningen zweigleisig aus. Am Haltepunkt war am 1. Dezember 1937 die Inbetriebnahme des zweiten Gleises, das künftig den Verkehr in Richtung Zuffenhausen aufnahm. Am 15. Mai 1939 begann der elektrische Betrieb zwischen Stuttgart Hbf und Leonberg bei gleichzeitiger Integration in den Stuttgarter Vorortverkehr.
Nach dem Zweiten Weltkrieg entwickelte sich das Gebiet an der Schwieberdinger Straße zu einem wichtigen Industriestandort für Stuttgart. Bereits 1950 siedelte sich wieder die Porsche KG an, die ihren Sitz während des Krieges nach Gmünd in Kärnten verlegt hatte. Durch die Pendler stieg das Verkehrsaufkommen am Haltepunkt. Die Bewohner der Neuwirtshaussiedlung nutzten eher den Omnibus, nachdem die Stuttgarter Straßenbahnen den Stadtteil mit einer Haltestelle an der Nordseestraße an ihr Liniennetz anschloss.
Am 10. Juni 2001 erhielt die Station den Namenszusatz Porscheplatz. Im Oktober 2005 begannen die Bauarbeiten für das neue Porsche-Museum in unmittelbarer Nähe. Der Sportwagenhersteller forderte eine Sanierung des inzwischen ungepflegt wirkenden Haltepunkts. Denn mit der Eröffnung des Museums am 31. Januar 2009 stieg seine Bedeutung nachhaltig. Am 2. Juni 2009, nach sechsmonatiger Umbauzeit, erfolgte die offizielle Einweihung des modernisierten Haltepunkts. Die Deutsche Bahn AG, die Stadt Stuttgart und die Porsche AG teilten sich die Kosten gleichermaßen. Architektonisch und farblich sind die Dächer im Bereich der Treppen und Aufzüge dem Museum angeglichen, auf das mit einem zusätzlichen Schild über dem Stationsschild aufmerksam gemacht wird. In der ebenfalls silbern gestalteten hellen Unterführung ist die Beleuchtung in die Wände integriert. Alle Geländer bilden mit ihrem schwarzen Farbton einen Kontrast.

### Ausblick
Bis 2030 soll die S-Bahn-Station barrierefrei ausgebaut werden.
Der Haltepunkt ist Teil des Planbereichs 1 (Böblingen) des Digitalen Knotens Stuttgart, dessen Baubeginn 2027 und dessen Inbetriebnahme für 2030 geplant ist.

## Bahnbetrieb
Der Haltepunkt wird von den Linien S6 und S60 der S-Bahn Stuttgart bedient, bis 2013 außerdem in der Hauptverkehrszeit von einzelnen Zügen der Württembergischen Eisenbahn-Gesellschaft. Er verfügt über zwei Durchgangsgleise. Gleis 1 ist den Zügen in Richtung Korntal zugeordnet, Gleis 2 den Zügen Richtung Zuffenhausen.
Der Bahnhof Neuwirtshaus (Porscheplatz) wird von der Deutschen Bahn der Preisklasse 5 zugeordnet.

### S-Bahn
| Linie | Strecke |
| ----- | --- |
| S 6   | Weil der Stadt – Renningen – Leonberg – Zuffenhausen – Hauptbahnhof – Schwabstraße (Verstärkerzüge im Berufsverkehr zwischen Leonberg und Schwabstraße) |
| S 60  | Böblingen – Sindelfingen – Magstadt – Renningen – Leonberg – Zuffenhausen – Hauptbahnhof – Schwabstraße                                                 |